# Zilversmelt
De zilversmelt (Argentina sphyraena) is een straalvinnige vis uit de familie van zilversmelten (Argentinidae), orde Spieringachtigen (Osmeriformes), die voorkomt in het noordoosten en het oosten van de Atlantische Oceaan en de Middellandse Zee.

## Anatomie
De zilversmelt kan een lengte bereiken van 35 cm en kan maximaal 16 jaar oud worden. 

## Leefwijze
De zilversmelt is een zoutwatervis die voorkomt in een diepwaterklimaat. De diepte waarop de soort voorkomt is 50 tot 500 meter onder het wateroppervlak. 
Het voedingspatroon van de vis bestaat hoofdzakelijk uit dierlijk voedsel, door te jagen op zowel macrofauna als andere vissoorten.

## Relatie tot de mens
De zilversmelt is voor de visserij van beperkt commercieel belang. De soort komt niet voor op de Rode Lijst van de IUCN. 